# Estación de Schmerikon
La estación de Schmerikon es una estación ferroviaria de la comuna suiza de Schmerikon, en el Cantón de San Galo.

## Historia y ubicación
La estación de Schmerikon fue inaugurada en 1859 con la apertura de la línea férrea que comunica a Ziegelbrücke con Rapperswil por parte del Vereinigte Schweizerbahnen (VSB).
La estación se encuentra ubicada en el centro del núcleo urbano de Schmerikon. Cuenta con un dos andenes laterales a los que acceden dos vías pasantes. Recientemente se ha construido un edificio de viajeros nuevo que reemplaza al original.
En términos ferroviarios, la estación se sitúa en la línea Rapperswil - Ziegelbrücke. Sus dependencias ferroviarias colaterales son la estación de Blumenau hacia Rapperswil y la estación de Uznach en dirección Ziegelbrücke.

## Servicios ferroviarios
Los servicios ferroviarios de esta estación están prestados por SBB-CFF-FFS y por SOB (SudÖstBahn):

### Larga distancia
- IR Voralpen Romanshorn - Neukirch-Egnach - Muolen - Häggenschwil-Winden - Roggwil-Berg - Wittenbach - San Galo-San Fiden - San Galo - Herisau - Degersheim - Wattwil - Uznach - Schmerikon - Rapperswil - Pfäffikon - Wollerau - Biberbrugg - Arth-Goldau - Küssnacht am Rigi - Meggen Zentrum - Lucerna Verkehrshaus - Lucerna. Servicios cada hora. Operado por SOB.

### Regionales
- R Rapperswil - Ziegelbrücke - Glaris - Schwanden - Linthal. Existen frecuencias cada hora en cada dirección, desde las 6 de la mañana hasta la medianoche.[1]